# Экавский тип произношения
Э́кавский тип произноше́ния (сербохорв. екавски тип изговора / ekavski tip izgovora, екавица / ekavica, серб. екавски изговор, екавица, хорв. ekavski govor) — произношение гласной e на месте праславянской *ě. Является определяющим для одного из двух вариантов литературной нормы сербохорватского языка и одним из отличительных признаков для части диалектов сербохорватского языкового континуума. Экавский тип свойственен литературному сербохорватского языку с восточной, или сербской, экавской произносительной нормой (экавская норма наряду с екавской встречается только у сербов) и ряду сербохорватских диалектов, главным образом северо-восточной области распространения штокавского наречия и северночакавскому диалектному ареалу. Экавскому типу противопоставляются иекавский, или екавский, и икавский типы произношения. Кроме того, в штокавском и чакавском наречиях отмечаются говоры с незаменённой *ě.

## Штокавское наречие
Экавские диалекты штокавского наречия распространены преимущественно на территории Сербии, исключая некоторые её западные области, в которых распространены иекавские говоры, и районы на крайнем северо-западе, в которых встречаются говоры икавского типа. Экавский тип произношения характерен также для говоров штокавского наречия в прилегающих к Сербии приграничных районах Венгрии и Румынии. Значительный экавский диалектный ареал размещён в Хорватии — в северо-западных районах Славонии (западноподравский ареал).
К экавским диалектам штокавского наречия относят:
1. Шумадийско-воеводинский диалект (новоштокавский).
2. Косовско-ресавский диалект (староштокавский), включая смедеревско-вршачские говоры.
3. Западноподравские говоры славонского диалекта (староштокавские шчакавские), остальные славонские говоры икавские и икавско-екавские, преобладающими среди славонских являются икавские говоры.

В распространении рефлексов *ě отмечается постепенный переход от экавских говоров с последовательной заменой *ě > e в восточноштокавском ареале к икавским говорам с заменой *ě > i в западноштокавском ареале через экавские говоры с икавизмами и екавские говоры с икавизмами и экавизмами. Так, косовско-ресавский диалект является чисто экавским, а расположенные к север-западу от него смедеревско-вршачские говоры и шумадийско-воеводинский диалект характеризуются отступлениями от экавизма и заменой *ě > i в некоторых позициях.

## Чакавское наречие
Произношение гласной на месте *ě является одним из классифицирующих критериев для чакавского наречия. К экавским среди чакавских относится северночакавский диалект, распространённый в восточной и центральной Истрии, в окрестностях Кастава и Риеки, а также на острове Црес и в северной части острова Лошинь. К смешанным икавско-экавским относится среднечакавский диалект, встречающийся в центральных и северо-восточных районах полуострова Истрия, в районах, размещённых южнее Риеки до Цриквеницы, в южной части острова Лошинь, на островах Крк, Раб, Паг, Дуги-Оток и соседних небольших островах, в восточном чакавском ареале от города Оточац на юге до реки Купа на севере, а также частично в градищанско-хорватском (бургенландском) ареале.

## Другие южнославянские языки и диалекты
В других областях южнославянского языкового ареала экавское произношение характерно для всех торлакских диалектов (в соответствии с чем оно не является дифференцирующим признаком для говоров торлакского наречия). Также переход *ě > e отмечается в западноболгарских и македонских диалектах к западу и югу от торлакского ареала до ятовой границы на востоке (зафиксирован в литературной норме македонского языка). Произношение е в западноболгарско-македонском ареале (бел, бѐли) противопоставлено восточноболгарскому произношению е / ’а (б’ал, бѐли) или ’а (б’àл, б’àли).